# Savio Hon Tai-Fai
Savio Hon Tai-fai, né à Hong Kong le 21 octobre 1950, est un ecclésiastique chinois, évêque depuis 2010, actuel nonce apostolique, c'est-à-dire ambassadeur du Saint-Siège à Malte et en Libye.

## Biographie
Il entre chez les Salésiens de Don Bosco en 1975 pour être ordonné prêtre en 1982. Après un doctorat en théologie à l’université pontificale salésienne, il devient le provincial de sa congrégation pour la Chine.
En 2004, il est membre de la Commission théologique internationale. On lui doit également la traduction en chinois du Catéchisme de l'Église catholique.
Le 23 décembre 2010, il est nommé archevêque titulaire de Sila et secrétaire de la Congrégation pour l'évangélisation des peuples. Il est consacré par Benoît XVI en personne le 5 février suivant.
Le 6 juin 2016, le pape le nomme également administrateur apostolique sede plena de l'archidiocèse d'Agaña à Guam, poste qu'il conserve jusqu'à la nomination d'un archevêque coadjuteur avec facultés spéciales le 31 octobre suivant. 
Le 28 septembre 2017, le pape François le nomme nonce apostolique en Grèce (en). 
Le 24 octobre 2022, il est transféré à Malte. Le 18 mai 2023, il est aussi nommé nonce apostolique en Libye.

## Succession apostolique
Savio Hon Tai-Fai a ordonné les évêques suivants :
- Archevêque Ryan Jimenez (en) (2016)
- Évêque Sandro Overend Rigillo (it), O.F.M. (2023)